# Visceral Bleeding
Visceral Bleeding est un groupe suédois de doom metal, originaire de Malmö.

## Histoire
Le groupe est formé en 1999 par le guitariste Peter Persson et le batteur Niklas Dewerud. Leurs modèles étaient des groupes comme Suffocation et Monstrosity. Calle Löfgren rejoint le groupe en tant que bassiste, Dennis Röndum devient le chanteur du groupe et Marcus Nilsson prend le poste de guitariste principal.
La première démo, intitulée Internal Decomposition, est enregistrée au Moonshine Studio en automne 2000. Le label Retribute Records s'intèresse au groupe, si bien que le groupe signe finalement un contrat avec le label. Le premier album, Remnants of Deprivation, est enregistré en trois semaines, de novembre à décembre 2001, au studio Pama de Kristianopel et au studio Salt Island de Karlskrona, et sort finalement en mars 2002. Peu après la sortie de l'album, le batteur Niklas Dewerud quitte le groupe pour devenir bassiste dans le groupe Spawn of Possession. Tobias « Rotten Boy » Persson devient le nouveau batteur du groupe.
L'album suivant, Transcend into Ferocity, est enregistré au Flat-Pig Studio de Malmö, en Suède. L'enregistrement dure trois semaines, de décembre 2003 à janvier 2004, et il est publié par Neurotic Records en mai 2004. Après la sortie de l'album, le batteur Dennis Röndum quitte le groupe pour rejoindre également Spawn of Possession. Neurotic Records réédite Remnants of Deprivation en 2005 sous forme de digipack avec des morceaux bonus. Il s'intitule Remnants Revived. Le groupe part ensuite en tournée en Europe avec des groupes comme Deicide, Obituary, Skinless et Cryptopsy. Ils jouent également avec des groupes comme Cannibal Corpse, Morbid Angel, Suffocation et Nile.
Le troisième album, Absorbing the Disarray, sort en mai 2007. Pendant la préparation de cet album, les guitaristes Marcus Nilsson et Martin Bermheden quittent le groupe. Après la sortie, le bassiste Calle Löfgren quitte le groupe pour se marier et s'occuper de sa fille. Martin Eklöv le remplace.

## Style musical
Visceral Bleeding est comparé à des groupes comme Cephalic Carnage, Skinless et Cryptopsy. Ce qui caractérise le plus ces œuvres, c'est leur vitesse élevée. Le chant va de growls extrêmement profonds à des screamings très aigus.

## Discographie
- 2000 : Internal Decomposition (démo)
- 2002 : Remnants of Deprivation (album, Retribute Records)
- 2004 : Transcend into Ferocity (album, Neurotic Records)
- 2005 : Remnants Revived (réédition sous le nom de Remnants of Deprivation + bonus, Neurotic Records)
- 2007 : Absorbing the Disarray (album, Neurotic Records)